# Pierre Van Dormael
Pour les articles homonymes, voir Dormael.
Pierre Van Dormael né le 24 mai 1952 et mort le 3 septembre 2008, est un  musicien et compositeur de jazz belge. 
Il est le frère du réalisateur Jaco Van Dormael.

## Biographie
Pierre Van Dormael a écrit les musiques des films de son frère : Toto le héros, Le Huitième Jour, et Mr. Nobody. Cette dernière remporta le Magritte de la meilleure musique originale lors de la première cérémonie en 2010.
Il a également signé la musique de Essaye-moi de Pierre-François Martin-Laval.
Il a écrit les paroles de "Tout petit, la planète" pour Plastic Bertrand, en 1978.
Il est mort en 2008 des suites d'un cancer.